# Ždánov (district de Domažlice)
Pour les articles homonymes, voir Ždánov.
Ždánov  (en allemand : Tannawa) est une commune du district de Domažlice, dans la région de Plzeň, en République tchèque. Sa population s'élevait à 156 habitants en 2017.

## Géographie
Ždánov se trouve à 7 km à l'ouest-nord-ouest du centre de Domažlice, à 49 km au sud-ouest de Plzeň et à 133 km à l'ouest-sud-ouest de Prague.
La commune est limitée par Pařezov et Otov au nord, par Meclov et Luženičky à l'est, par Draženov et Klenčí pod Čerchovem au sud, et par Postřekov à l'ouest.

## Histoire
La première mention écrite de la localité date de 1579.